# الصنابع (كعيدنة)

تعديل مصدري - تعديل

الصنابع هي إحدى قرى عزلة الثلث بمديرية كعيدنة التابعة لمحافظة حجة، بلغ تعداد سكانها 237 نسمة حسب تعداد اليمن لعام 2004.